# Haruya Ide
Haruya Ide (japanisch 井出 遥也 Ide Haruya; * 25. März 1994 in Kashiwa) ist ein japanischer Fußballspieler.

## Karriere
Haruya Ide erlernte das Fußballspielen in der Jugendmannschaft von JEF United Chiba. Seinen ersten Vertrag unterschrieb er 2011 bei JEF United Chiba. Der Verein spielte in der zweithöchsten Liga des Landes, der J2 League. Für den Verein absolvierte er 99 Ligaspiele. 2017 wechselte er zum Erstligisten Gamba Osaka. Für den Verein absolvierte er neun Erstligaspiele. 2019 wechselte er zum Zweitligisten Montedio Yamagata. Für den Verein absolvierte er 32 Ligaspiele. 2020 wechselte er zum Ligakonkurrenten Tokyo Verdy. Für den Zweitligisten, der in der Präfektur Tokio beheimatet ist, bestritt er 55 Ligaspiele. Im Januar 2023 verpflichtete ihn der Erstligist Vissel Kōbe.  Am Ende der Saison 2023 feierte er mit dem Verein aus Kōbe die japanische Meisterschaft. Am 24. November 2024 stand er mit Vissel Kōbe im Endspiel des Kaiserpokals. Gegen Gamba Osaka gewann man durch das Tor von Taisei Miyashiro mit 1:0. Am Ende der Saison 2024 feierte er mit Vissel zum zweiten Mal japanische Meisterschaft.

## Erfolge
Vissel Kōbe
- Japanischer Meister: 2023, 2024
- Japanischer Pokalsieger: 2024